# Musée de la préhistoire du Grand-Pressigny
Le musée de la préhistoire du Grand-Pressigny est installé dans le château de la commune du même nom, en Indre-et-Loire.

## Contexte
La région est riche en silex turonien de très grande qualité et disponible sous forme de dalles de grandes dimensions. Ce silex a été exploité tout au long de la Préhistoire et les sites archéologiques sont nombreux sur la commune et dans les environs. Le Grand-Pressigny a ainsi donné son nom à l'industrie néolithique pressignienne, caractérisée par la production de grandes lames pouvant atteindre 40 cm, débitées selon une méthode complexe à partir de nucléus dits en « livre de beurre », par analogie avec la forme des mottes de beurre du XIXe siècle dont la région fut un lieu de production important. Au Néolithique final, les silex pressigniens ont été exportés sous forme de lames brutes ou transformées en poignards jusqu'en Suisse et aux Pays-Bas .

## Histoire

### Premières découvertes
Bien que la commune du Grand-Pressigny ne soit pas le plus gros foyer de découvertes de la région, elle correspond à la commune de résidence de certains passionnés qui découvrent les premiers ateliers de taille néolithiques. C'est de leurs découvertes et de leur passion qu'émerge l'idée d'un musée dans leur village.

### 1922 - Le Musée dans la Mairie
Grâce aux efforts du docteur Edmond Chaumier (1853-1931), les premiers aménagements du musée se font dans la Mairie du village en 1922. Il y restera jusqu'en 1955, date de son installation au château et ce, malgré les vains efforts de certains pour un déménagement plus tôt.
Le 26 juin 1935, l’association des Amis du Musée préhistorique du Grand-Pressigny est créée, notamment pour faire en sorte qu'un conservateur puisse assurer la gestion des collections.

### 1955 - Le Musée s'installe dans le château du Grand-Pressigny
Après l'aménagement de la galerie du château et de vitrines en 1952, l'ensemble des collections y sont transférées. Le nouveau musée, dont l'aménagement est supervisé par le préhistorien Gérard Cordier, est inauguré en 1955.

### 2009 - L'agrandissement

Vue du hall du musée

Après une première rénovation en 1991, un projet de rénovation et d'extension s'amorce à la fin de l'année 2004, notamment grâce à une aide financière de l’État. En septembre 2009, l'achèvement d'un bâtiment contemporain dessiné par l’architecte allemand Bernd Hoge complète désormais le site au sein duquel s'effectue la visite.

## Collections

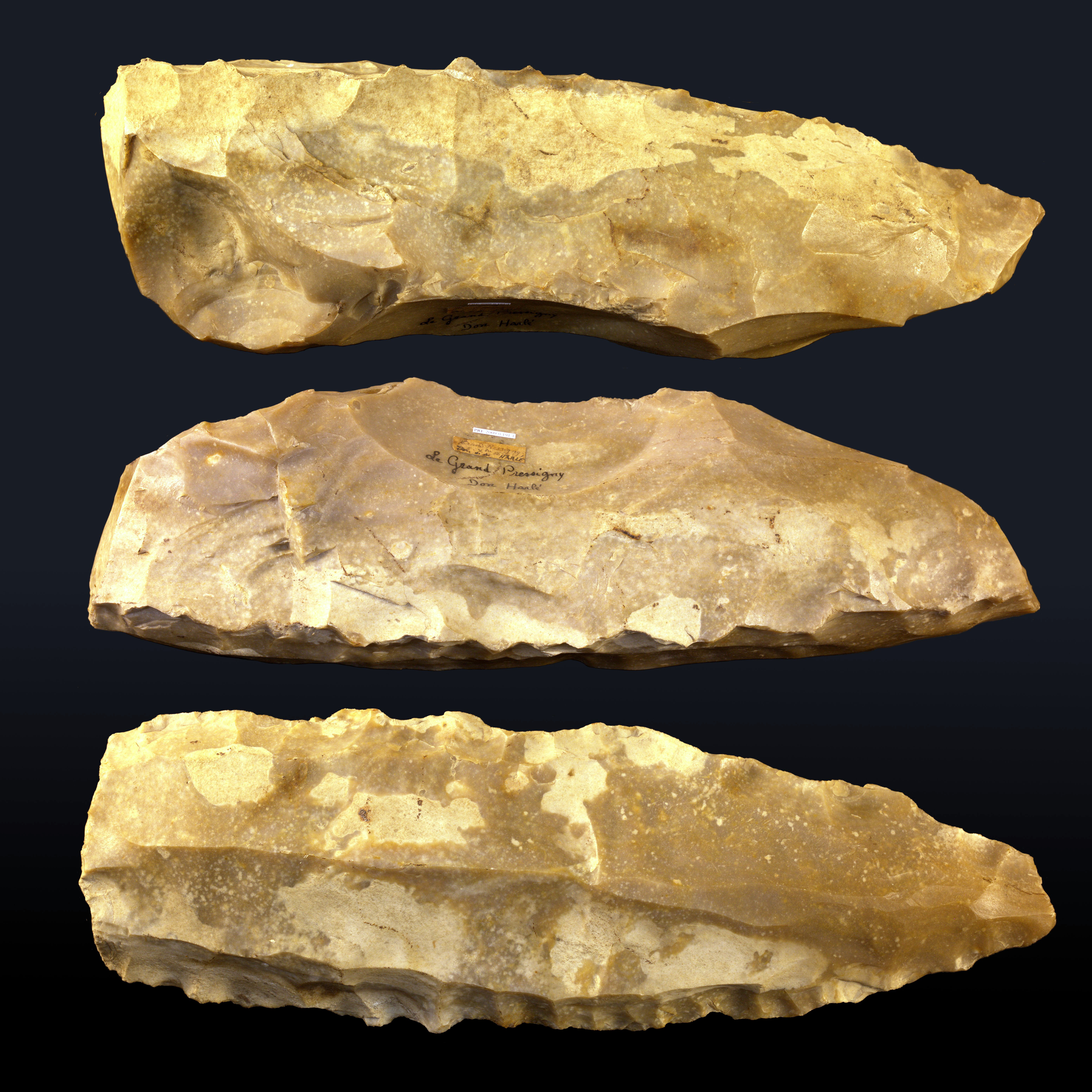
Nucléus en « livre de beurre»

Ce musée rassemble des collections correspondant aux différentes cultures qui se sont succédé dans la région depuis le Paléolithique moyen, il y a environ 100 000 ans. La période couverte par ces collections s'arrête à l'âge du bronze, soit entre 1 400 et 1 800 ans avant notre ère .
Une attention particulière se porte sur les quantités importantes d'outils fabriqués en silex, pierre abondante dans la région.